# 十字靭帯
十字靭帯（じゅうじじんたい）
- 前十字靭帯
- 後十字靭帯